# Mary Ann Hilliard
Pour les articles homonymes, voir Hilliard.
Mary Ann Hilliard (1860–1950) est une infirmière et suffragette irlandaise. Elle est arrêtée pendant la campagne de bris de vitres de la Women's Social and Political Union en mars 1912 et, pendant son incarcération à la prison de Holloway, elle a l'initiative de la broderie collective du mouchoir des suffragettes qu'elle conserve après sa libération.

## Biographie

### Engagement suffragiste
Mary Ann Hilliard est née à Cork, en Irlande en 1860, fille de Dominick Hilliard, comptable, et Margaret Duke, et elle a deux frères et une sœur. Connue sous le nom de « Minnie », elle suit une formation d'infirmière en Angleterre à partir de 1876 et fait partie du personnel supérieur de l'hôpital pour enfants Alexandra, Bloomsbury, Londres en 1908. 

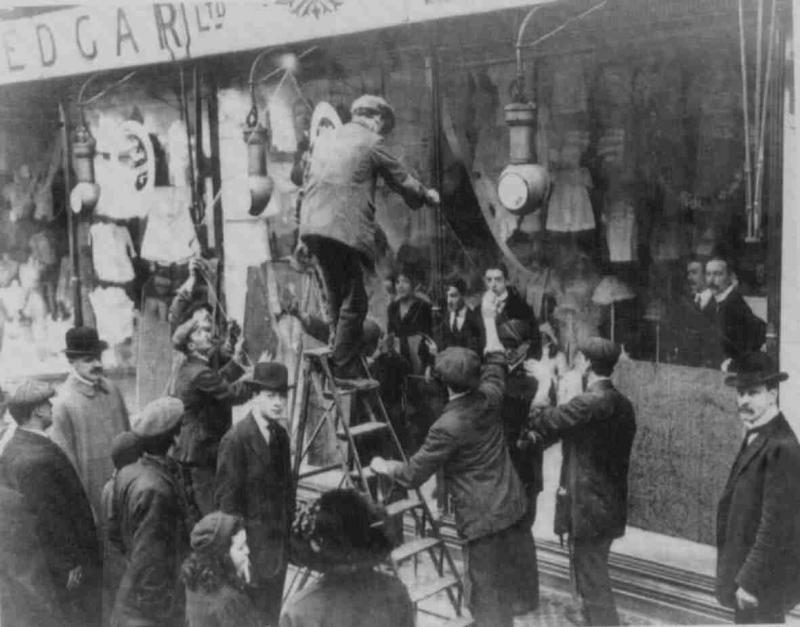
Campagne de bris de vitres par des suffragettes.

Hilliard est impliquée dans le bris de fenêtre des suffragettes par environ 200 manifestantes en mars 1912, et elle est arrêtée et condamnée à deux mois de travaux forcés.

### Le mouchoir des suffragettes
Hilliard et soixante-sept autres suffragettes de la Women's Social and Political Union (WSPU) emprisonnées à la prison de Holloway brodent leurs noms sur un tissu qui est devenu connu sous le nom de mouchoir des suffragettes. C'est un acte de défi courageux dans une prison où les femmes sont surveillées de près à tout moment, et on pense que c'est Hilliard qui en est à l'origine, car elle a gardé le souvenir de ses codétenues par la suite.

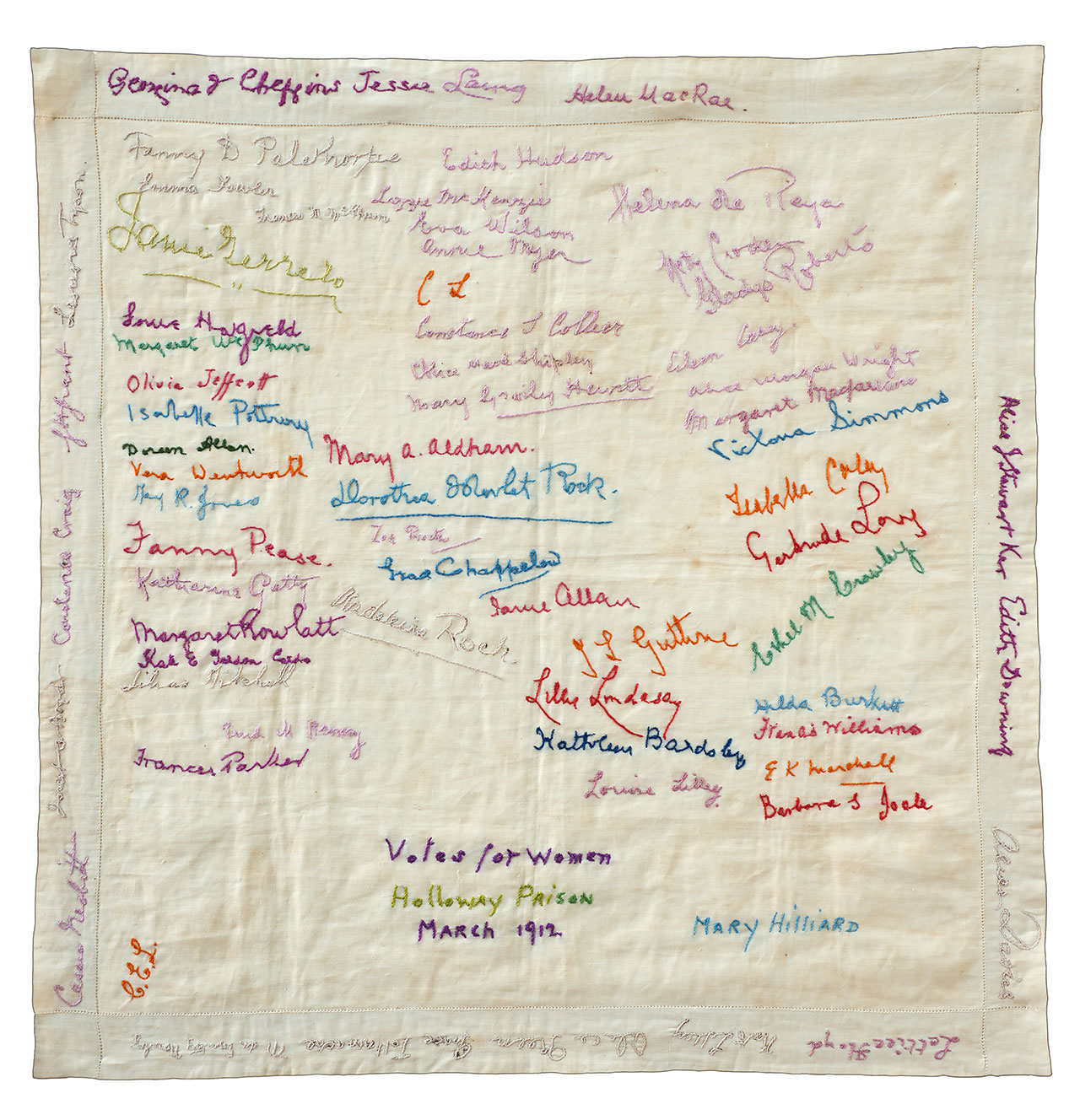
Le mouchoir des suffragettes (mars 1912).

Parmi les signataires figurent Eileen Mary Casey, Alice Davies, Edith Downing, Katharine Gatty, Margaret Macfarlane, Helen MacRae, Alice Maud Shipley, Frances Williams et d'autres femmes dirigeantes des manifestations massives de bris de vitres de la WSPU . Le propre nom brodé de Hilliard est en fil bleu à droite du titre «Votes for Women» (qu'elle a peut-être brodé), et «Holloway Prison, mars 1912».
Bien que Hilliard ait peut-être eu l'intention d'en faire don au British College of Nurses, selon le British Journal of Nursing en mars 1942, elle l'aurait conservé jusqu'à sa mort en 1950.
L'emplacement du mouchoir brodé après la mort de Hilliard est inconnu ; il a refait surface dans les années 1960 lors d'une braderie.

### Engagement durant la guerre et après-guerre
Hilliard est infirmière de guerre pendant la Première Guerre mondiale dans le service infirmier militaire royal de la reine Alexandra et sert sur le front en Italie, soignant des prisonniers. Sa santé se détériore dans les années 1920 et elle prend sa retraite d'infirmière pour vivre à Wembley, Londres.
Elle meurt en 1950. Ses funérailles ont lieu à l'église méthodiste de Park Lane à Wembley, et sa crémation à Golders Green.